# IWork
iWork – pakiet biurowy stworzony przez firmę Apple dla systemów macOS oraz iOS. Dostępny jest również na inne platformy za pośrednictwem iCloud.

## Historia
Pierwsza wersja pakietu, iWork '05, została zaprezentowana 11 stycznia 2005 na wystawie MacWorld w San Francisco. Do sprzedaży trafiła 22 stycznia 2005 w Stanach Zjednoczonych i 29 stycznia w pozostałej części świata i kosztował 79 dolarów. Na stronie internetowej Apple udostępniono również 30-dniową wersję próbną pakietu. Początkowo prawo do nazwy iWork posiadała firma IGG Software. Wersja iWork'08 weszła na rynek 7 sierpnia 2007 roku. Następna wersja iWork '09 miała premierę 6 stycznia 2009 roku podczas konferencji Macworld Expo. W 2013 roku Apple ogłosił reorganizację wydawania iWork zarówno dla macOS, jak i iOS. Każda aplikacja została udostępniona osobno w App store i Mac App Store.

## Aplikacje

### Pages
Program do obsługi tekstu z możliwościami niewymagającego DTP. Jest to spadkobierca pakietu AppleWorks. Część funkcji została ograniczona – natomiast zwiększono możliwości programu poprzez dodanie szablonów zaprojektowanych przez Apple umożliwiających druk ulotek czy folderów na potrzeby małej firmy. Pages w wersji 2 ma już prosty arkusz kalkulacyjny wbudowany w funkcje tabeli. Pages umożliwia także tworzenie wykresów i zamieszczanie szeregu multimediów w pliku. Program używa własnego rozszerzenia „.pages”, lecz możliwe jest również eksportowanie do takich formatów jak: „.doc”, „.rtf”, „.txt”, „.html” oraz Adobe PDF, a także do formatu programu Keynote.

### Numbers
Arkusz kalkulacyjny – jest odpowiednikiem programu Microsoft Excel.

### Keynote
Program do tworzenia multimedialnych prezentacji – jest odpowiednikiem programu Microsoft PowerPoint. Duża integracja programu z innymi aplikacjami firmy Apple pozwala na bardzo łatwe i intuicyjne tworzenie prezentacji. Poza zwykłymi prezentacjami tekstu mogą one zawierać pliki zdjęciowe, filmowe czy muzyczne. Keynote jest zintegrowany z Pages oraz pakietem iLife firmy Apple. Aplikacja używa swojego własnego formatu „.key”. Możliwe jest także zdalne sterowanie Keynote na Macu za pomocą specjalnej aplikacji na iPhone i iPod touch – Keynote Remote.